# Liste de jeux de figurines
- Haut – A
- B
- C
- D
- E
- F
- G
- H
- I
- J
- K
- L
- M
- N
- O
- P
- Q
- R
- S
- T
- U
- V
- W
- X
- Y
- Z

## A
- Alkemy
- Les Aigles
- Argad !
- AT-43
- Ambush Alley
- Art de la Guerre

## B
- BannerWar
- Battlefleet Gothic
- Bloodbowl
- Blitzkrieg - Seconde guerre mondiale
- Beyond the gates of Antares
- Bolt Action - Seconde guerre mondiale

## C
- Celtos
- Conan
- Confrontation
- Charges
- Chronopia
- Congo

## D
- DBM De Bellis Multudinis
- Deadzone
- Demonworld
- Dreadball
- Duel
- Duel moderne
- Dungeons & Dragons Miniatures

## E
- EKRUL le roi maudit
- ESTR
- ESTR fantasy
- Eden the Game
- EpicW40k
- EDEN

## F
- Field of Glory (Osprey Publishing, 2008)
- Flames of War (Battlefront 2002)
- Flintloque
- Frères d'Armes
- Fallout Wasteland Warfare

## G
- 2184 Generation war 3.0
- Gorkamorka

## H
- Hell Dorado
- Heroscape
- Hybrid
- HeroClix
- Hérosquest
- Hordes

## I
- Infinity
- Inquisitor

## K
- Kaldom
- Krosmaster

## M
- Malifaux
- Man O'war
- Metropolis
- Mordheim
- Mortebrume
- Mousquets & Tomahawks
- Mythic Battles: Pantheon

## N
- Necromunda

## P
- ParaBellum

## K
- Krosmaster

## R
- Rum & Bones

## S
- Le Seigneur des anneaux
- Space Crusade
- Space Hulk
- Starship Troopers
- Star Wars Miniatures
- Star Wars : Assaut sur l'Empire
- Star Wars : X-Wing - Le Jeu de figurines

## T
- Talisman
- Time of Legends: Joan of Arc
- Titanicus

## U
- Urban War - Strike action Team

## V
- Void
- VOR

## W
- Warcry
- Warhammer Age of Sigmar
- Warhammer Fantasy Battle
- Warhammer 40,000
- Warmachine
- Warzone
- Warhammer Quest

## Z
- Zombicide